# 아웃 오브 더 블루 (2006년 영화)
《아웃 오브 더 블루》(Out Of The Blue)는 뉴질랜드에서 제작된 로버트 사키스 감독의 2006년 드라마 영화이다. 칼 어번 등이 주연으로 출연하였고 티모시 화이트 등이 제작에 참여하였다. 이 영화는 2006년 캐나다의 토론토 국제 영화제에서 초연되었으며 2006년 10월 12일 뉴질랜드에서 개봉되었다.

## 출연

### 주연
- 칼 어번
- 매튜 선더랜드

### 조연
- 루이스 론
- 사이몬 페리
- 탠디 라이트
- 폴 글로버

## 기타
- 원작자: 빌 오브라이언
- 미술: 필립 아이비
- 의상: 레슬리 버키스 하딩